# Ayers Rock Airport
Ayers Rock Airport (engelska: Connellan Airport) är en flygplats i Australien. Den ligger i territoriet Northern Territory, omkring 1 400 kilometer söder om territoriets huvudstad Darwin.
Trakten runt Ayers Rock Airport är nära nog obefolkad, med mindre än två invånare per kvadratkilometer.. Närmaste större samhälle är Yulara, nära Ayers Rock Airport.
Omgivningarna runt Ayers Rock Airport är i huvudsak ett öppet busklandskap. Genomsnittlig årsnederbörd är 282 millimeter. Den regnigaste månaden är februari, med i genomsnitt 55 mm nederbörd, och den torraste är augusti, med 3 mm nederbörd.